# Installations de deuxième classe du Titanic

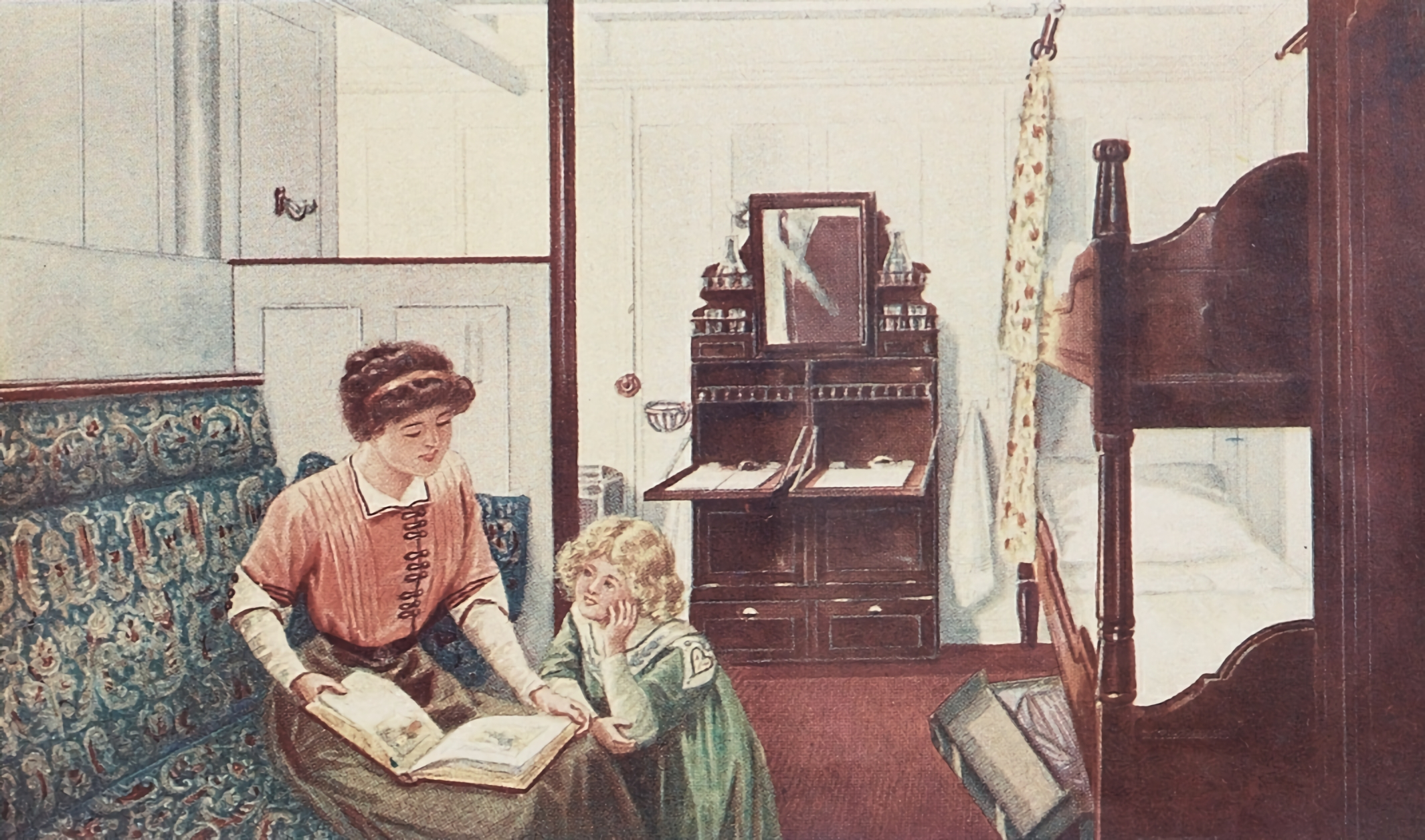
Illustration d'époque d'une cabine de deuxième classe à bord du RMS Titanic.

Les installations de seconde classe du Titanic offraient à leurs passagers un confort jusque-là inégalé. La deuxième classe était une innovation récente, apparue vers 1890 sur des paquebots comme le Teutonic pour satisfaire une nouvelle catégorie de passagers. En effet, jusque-là, les navires étaient divisés en deux classes : cabine et entrepont, qui pouvaient accueillir des passagers fortunés ou des immigrants. Vers la fin du XIXe siècle apparaît la nécessité de créer une classe intermédiaire pour recevoir des passagers issus de la classe moyenne, trop aisés pour voyager dans l'entrepont et pas assez pour connaître le luxe de ce qui deviendra la première classe. Ce sont généralement des ingénieurs, des universitaires, des touristes, des hommes d'affaires et parfois des immigrants retournant dans leur contrée natale.
Lorsque l’Olympic et son sister-ship, le Titanic entrent en service en 1911 et 1912, ils illustrent à merveille l'intention qu'a la White Star Line de se concentrer sur le confort et la sécurité des passagers plutôt que sur la vitesse. Ainsi, il est souvent dit que les passagers de seconde classe de ces paquebots jouissaient d'un confort comparable à celui de passagers de première classe sur les navires rivaux.

## Installations communes

### Pont principal

#### Pont promenade
La partie arrière du pont principal était destinée aux passagers de seconde classe. C'est à cet endroit que débouchait l'escalier de seconde classe qui desservait toute la hauteur du navire. Les plans du navire indiquent que ce pont leur était réservé jusqu'au niveau du dôme du Grand Escalier arrière de première classe, entre les deux dernières cheminées. Les passagers y disposaient de bancs et de chaises longues, et c'est probablement sur ce pont que les enfants s'amusaient. Ainsi, Ruth Becker, alors âgée de 13 ans, raconta y avoir promené son petit frère dans un landau fourni par la compagnie.

### Pont B

#### Fumoir de seconde classe
Situé à l'arrière de l'escalier de seconde classe, le fumoir était réservé aux hommes, comme le voulait la tradition de l'époque. Il était de style Louis XVI et permettait aux passagers de seconde classe de jouer aux cartes et de se détendre. La White Star Line le décrivit comme décoré de « boiseries et [de] lambris d’appui […] en chêne sculpté », et pourvu d'un « mobilier en chêne, d'un design spécial, recouvert d'un simple maroquin vert foncé ». Échecs, dominos et jeux de cartes étaient à la disposition des usagers.

#### Pont promenade couvert
De part et d'autre du fumoir, les passagers de seconde classe disposaient d'une promenade couverte idéale par temps de pluie.

### Pont C

#### Bibliothèque

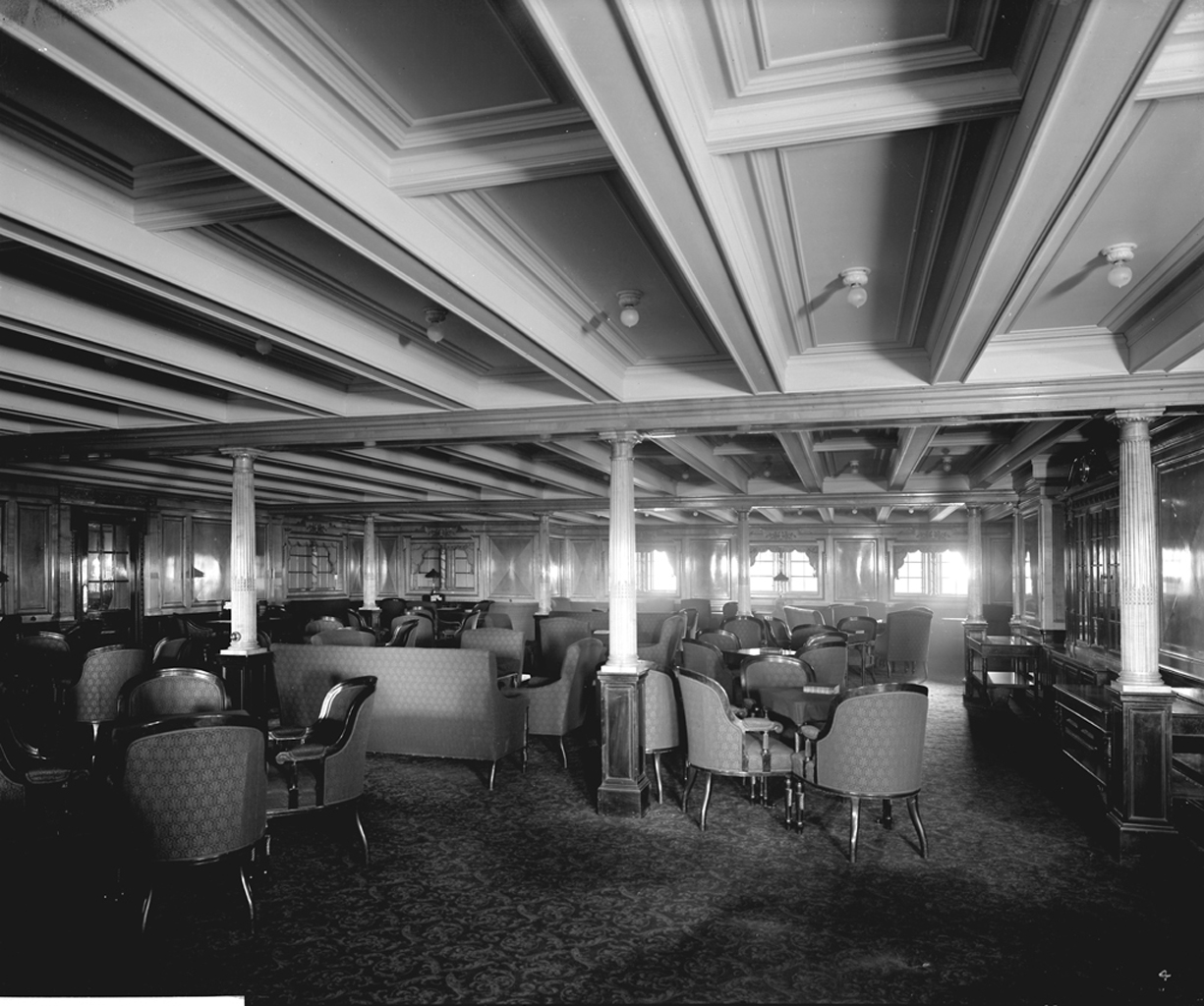
La bibliothèque de deuxième classe de l'Olympic, assez similaire à celle du Titanic.

Une bibliothèque de style colonial était destinée aux passagers de seconde classe. Lawrence Beesley, passager de deuxième classe ayant survécu au naufrage, nota que la bibliothèque était très utilisée par les passagers, le temps étant trop frais pour se prêter aux promenades. Une boîte à lettres était à la disposition des passagers qui souhaitaient y déposer du courrier. La pièce était tapissée d'acajou et pourvue de colonnes de bois blanc. Les bibliothèques s'alignaient sur un mur, et la salle était également pourvue de bureaux le long des murs. Il y avait également des petits groupes de tables et de fauteuils.
Un steward se tenait également à la disposition des passagers et sortait les livres demandés. C'est également lui qui distribuait les formulaires de bagages.

### Pont D

#### Salle à manger
Les passagers de seconde classe disposaient d'une salle à manger de 22 mètres de long, occupant également toute la largeur du navire. D'une capacité de près de 400 convives, elle accueillait parfois le quintette de l'orchestre. Les passagers pouvaient y prendre tous leurs repas, préparés dans la même cuisine que ceux de première classe, mais plus simples. Un passager en dira même qu'« aucun effort n'avait été épargné pour donner, même aux passagers de seconde classe […] les meilleurs repas que l'on puisse offrir ». De style jacobéen, elle était notamment pourvue de chaises tournantes fixées au sol.

### Pont E

#### Salon de coiffure pour hommes

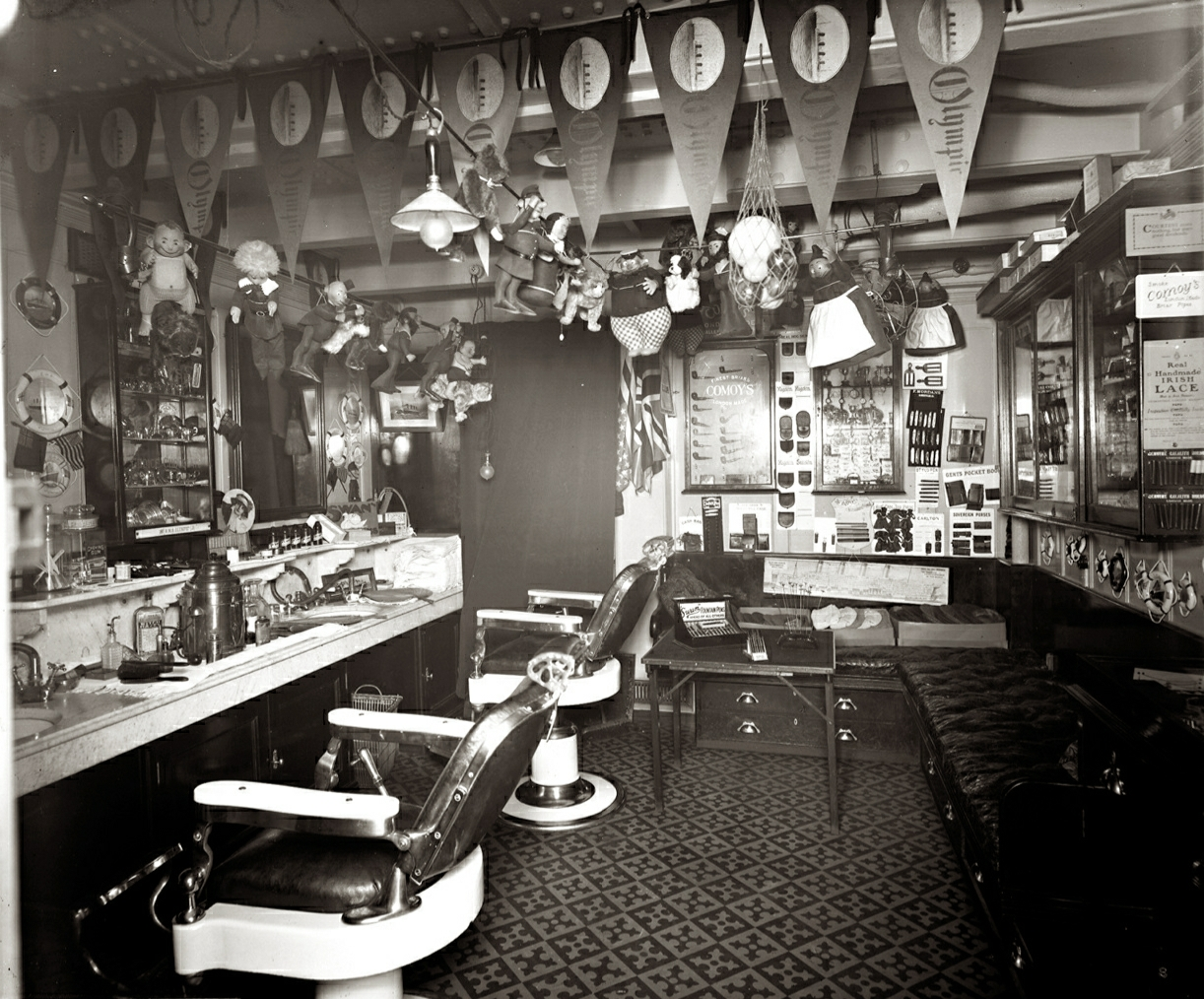
La salle de coiffure pour hommes de deuxième classe du l'Olympic, assez similaire au Titanic.

Tout comme les passagers de première classe, les hommes de seconde classe pouvaient se faire raser et couper les cheveux dans un salon situé sur le pont E, près de l'escalier de seconde classe. Tenu par Herbert Klein (qui ne survécut pas au naufrage), ce salon faisait également office de boutique de souvenirs et vendait toute sorte d'articles aux passagers.

### L'escalier de deuxième classe
Les passagers de seconde classe bénéficiaient d'un escalier desservant presque toute la hauteur du navire, du pont des embarcations au pont F. Il se trouvait à l'arrière de la dernière cheminée, disposait d'un ascenseur et permettait à tous les passagers de deuxième classe d'accéder à leurs installations. En effet, un passager occupant une cabine des ponts inférieurs devait gravir de nombreuses marches, ce qui n'était pas à la portée de tous. Le garçon d'ascenseur était, selon Lawrence Beesley, un jeune homme de seize ans tout au plus qui se passionnait pour la mer et était très dévoué. Il a survécu.

## Les cabines

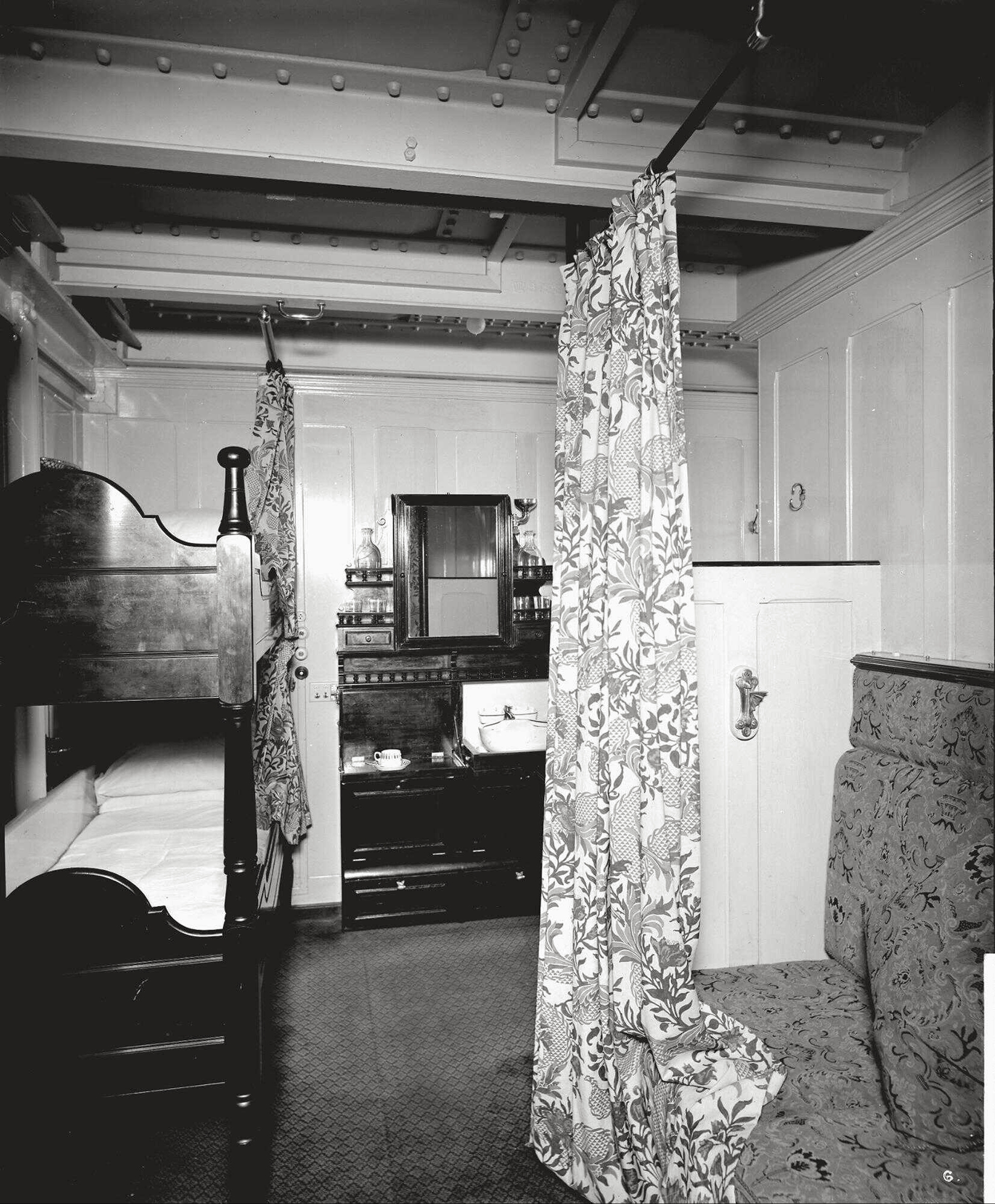
Cabine de deuxième classe E-89 de l'Olympic, jumeau du Titanic.
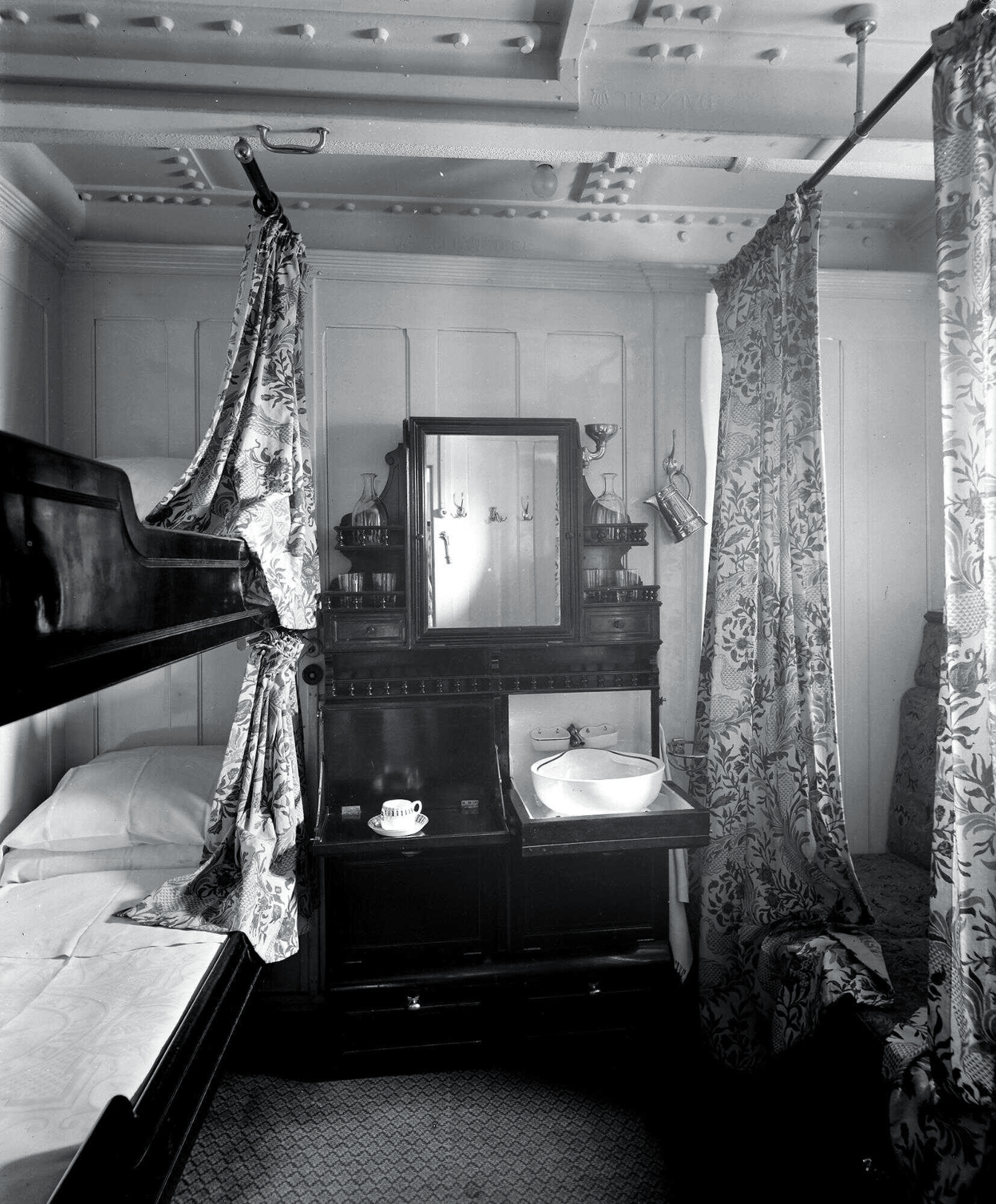
Cabine de deuxième classe E-90 à bord de l'Olympic.

Tout comme les cabines de première classe, les cabines de seconde classe du Titanic offrent un confort d'un niveau supérieur aux autres navires. Elles étaient situées sur les ponts D, E, F, et G, surtout aux extrémités du paquebot, et disposaient de 2 à 4 lits ou couchettes. Elles étaient également pourvues de canapés lits et de radiateurs électriques, qui se révélèrent d'ailleurs être trop chauds ou trop froids et devaient être réparés. Ruth Becker compara sa cabine à « une chambre d'hôtel, aussi grande ».
Une traversée en seconde classe coûtait environ 12 £ d'époque.